# Пезак (Дордонь)
Пеза́к (фр. Payzac) — коммуна во Франции, находится в регионе Аквитания. Департамент — Дордонь. Входит в состав кантона Иль-Лу-Овезер. Округ коммуны — Нонтрон.
Код INSEE коммуны — 24320.

## География

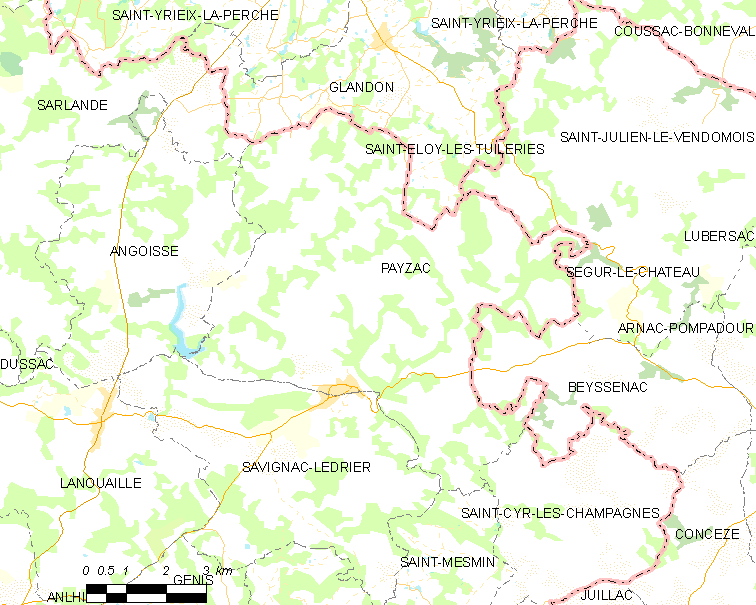
Карта коммуны

Коммуна расположена приблизительно в 400 км к югу от Парижа, в 155 км северо-восточнее Бордо, в 50 км к северо-востоку от Перигё.
На юго-востоке коммуны протекает река Овезер, а на юго-западе расположено озеро Руффьяк-ан-Перигор.

### Климат
Климат умеренный океанический со средним уровнем осадков, которые выпадают преимущественно зимой. Лето здесь долгое и тёплое, однако также довольно влажное, здесь не бывает регулярных периодов летней засухи. Средняя температура января — 5 °C, июля — 18 °C. Изредка вследствие стечения неблагоприятных погодных условий может наблюдаться непродолжительная засуха или случаются поздние заморозки. Климат меняется очень часто, как в течение сезона, так и год от года.

## Население
Население коммуны на 2010 год составляло 1069 человек.
| 1962 | 1968 | 1975 | 1982 | 1990 | 1999 | 2010 |
| ---- | ---- | ---- | ---- | ---- | ---- | ---- |
| 1506 | 1407 | 1308 | 1205 | 1106 | 1041 | 1069 |

## Администрация
| Период | Период | Фамилия              | Партия                    | Примечания           |
| ------ | ------ | -------------------- | ------------------------- | -------------------- |
| 1977   | 1983   | Эмиль Ламассьод      |                           |                      |
| 1983   | 1990   | Жан ле Клер          |                           |                      |
| 1990   | 2001   | Жан-Мишель Ламассьод | Социалистическая партия   | генеральный советник |
| 2001   | 2008   | Франсуа ле Клер      | Союз за народное движение |                      |
| 2008   | 2020   | Жан-Мишель Ламассьод | Социалистическая партия   | генеральный советник |

## Экономика
В 2010 году среди 634 человек трудоспособного возраста (15-64 лет) 437 были экономически активными, 197 — неактивными (показатель активности — 68,9 %, в 1999 году было 70,0 %). Из 437 активных жителей работали 394 человека (225 мужчин и 169 женщин), безработных было 43 (19 мужчин и 24 женщины). Среди 197 неактивных 38 человек были учениками или студентами, 89 — пенсионерами, 70 были неактивными по другим причинам.

## Достопримечательности
- Преображенская церковь (XII век). Исторический памятник с 1995 года[5]
- Старая бумажная фабрика (XIX век). Исторический памятник с 1996 года[6]
- Комплекс зданий Руве (XVIII—XIX века). Исторический памятник с 1992 года[7]
- Овальный амбар Пера (XIX век). Исторический памятник с 1992 года[8]
- Овальные амбары-близнецы Во (XVIII—XIX века). Исторический памятник с 1996 года[9]
- Мост Лавера через реку Овезер (XIII век). Исторический памятник с 1987 года[10]
- Замок Пезак (XV век)

## Фотогалерея

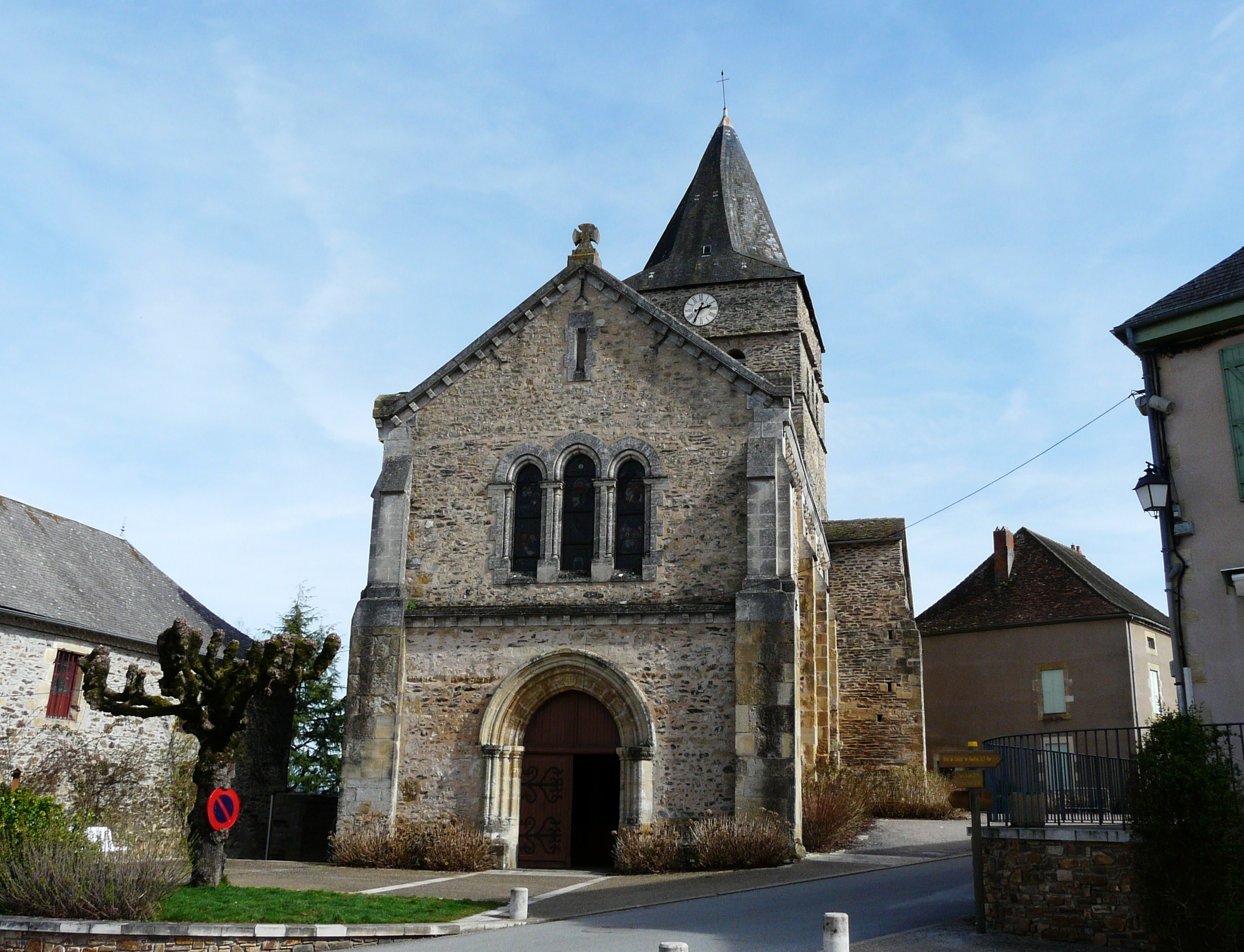
Преображенская церковь
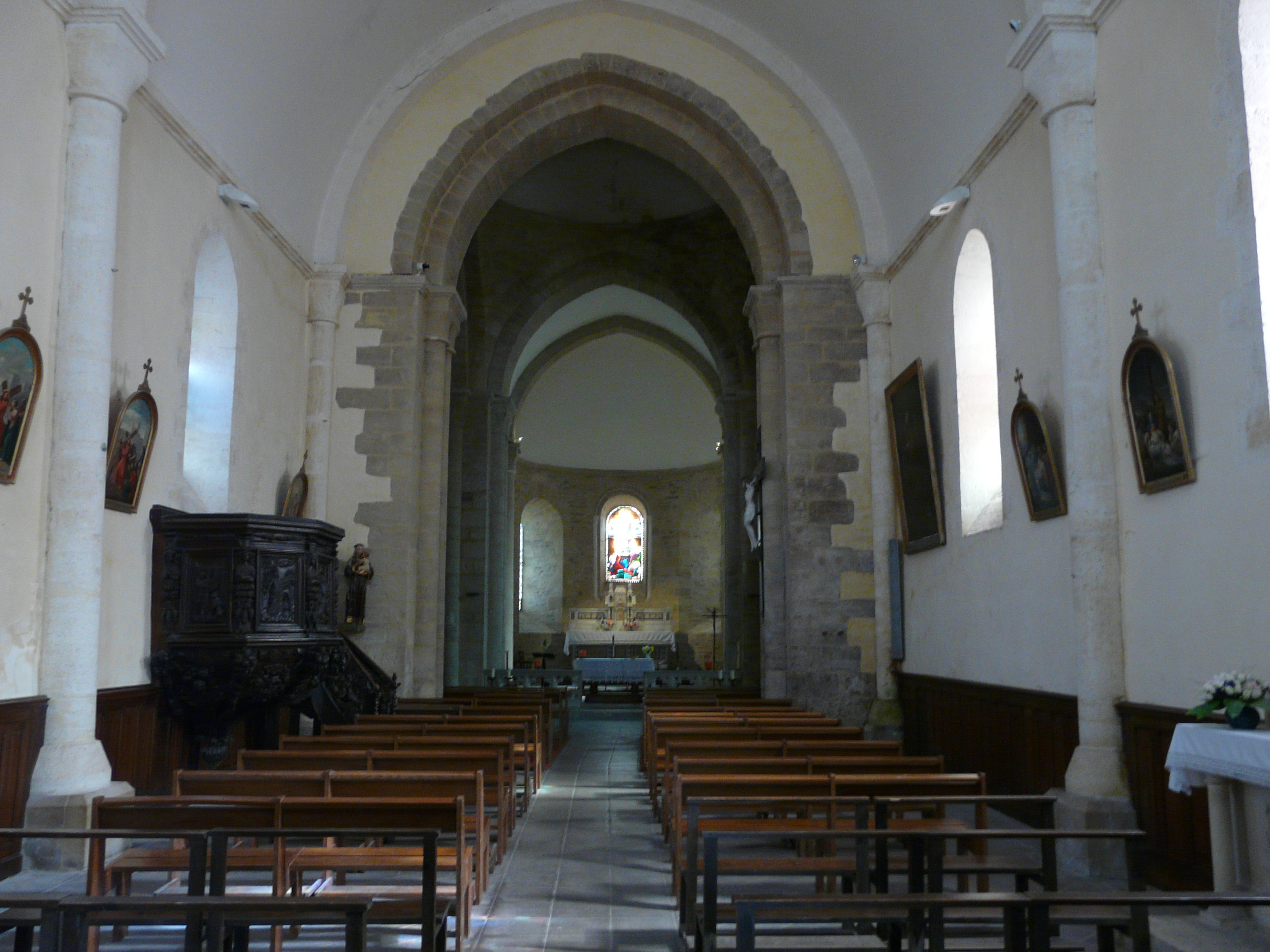
Интерьер Преображенской церкви
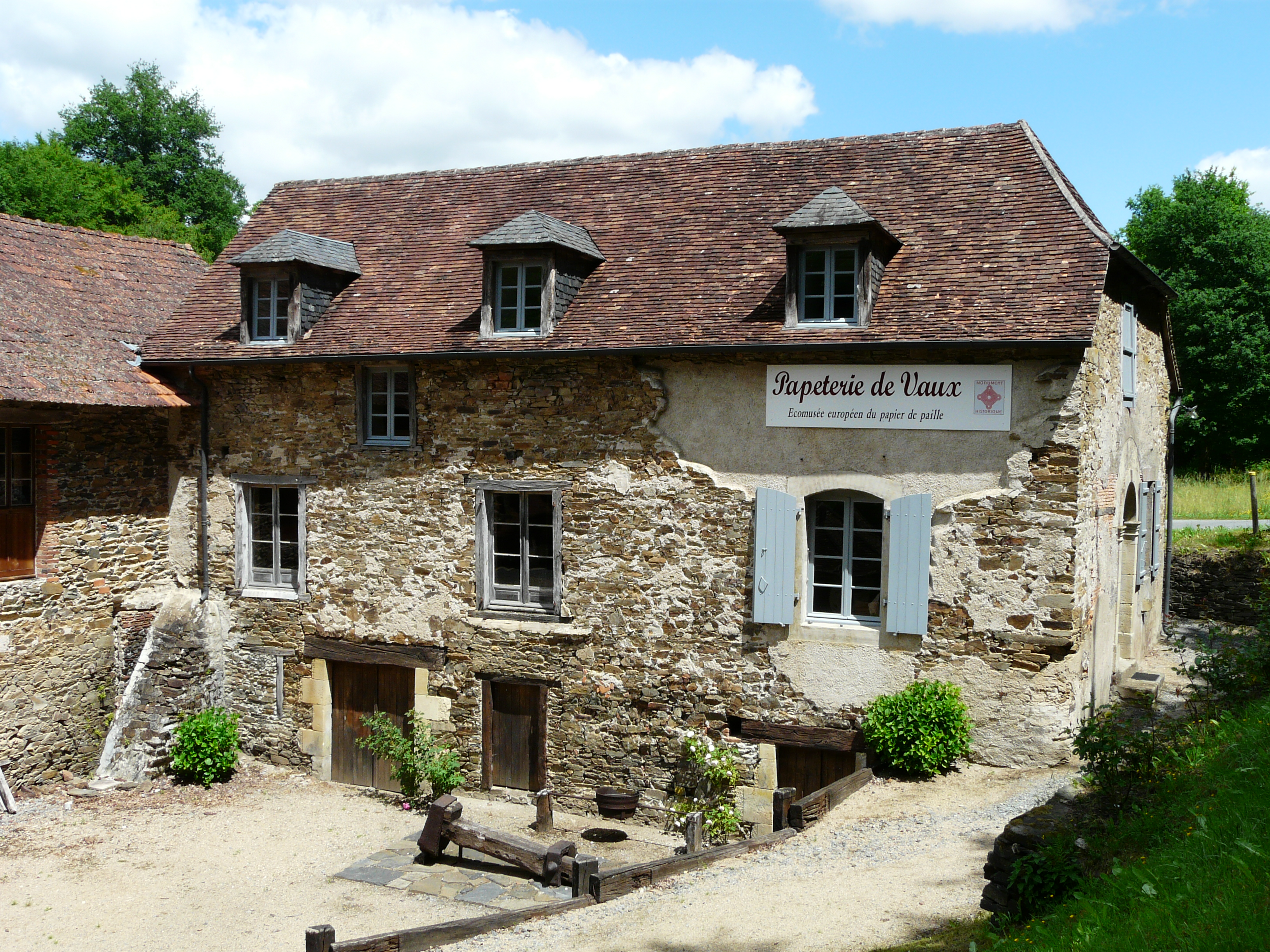
Старая бумажная фабрика
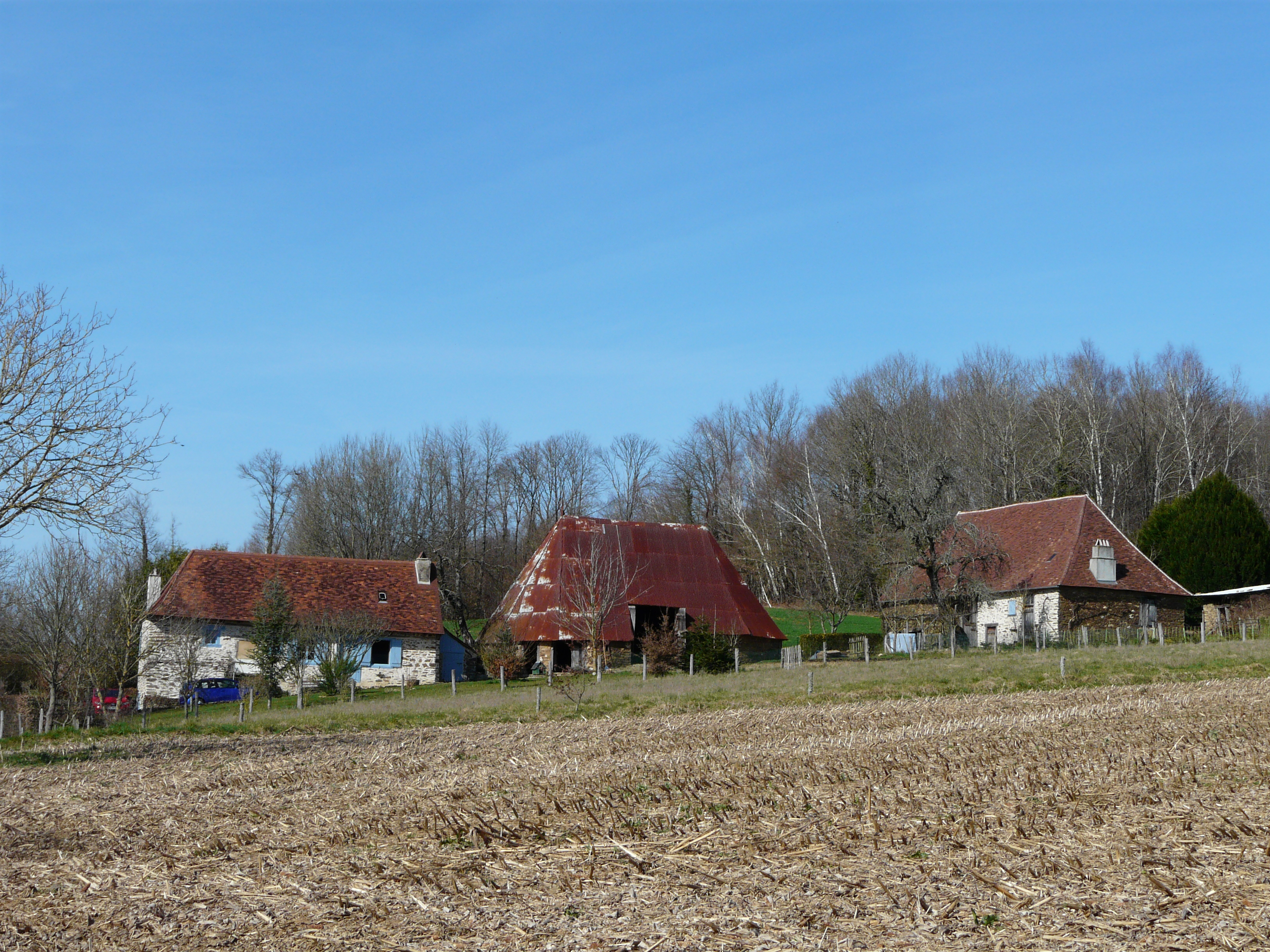
Комплекс зданий Руве
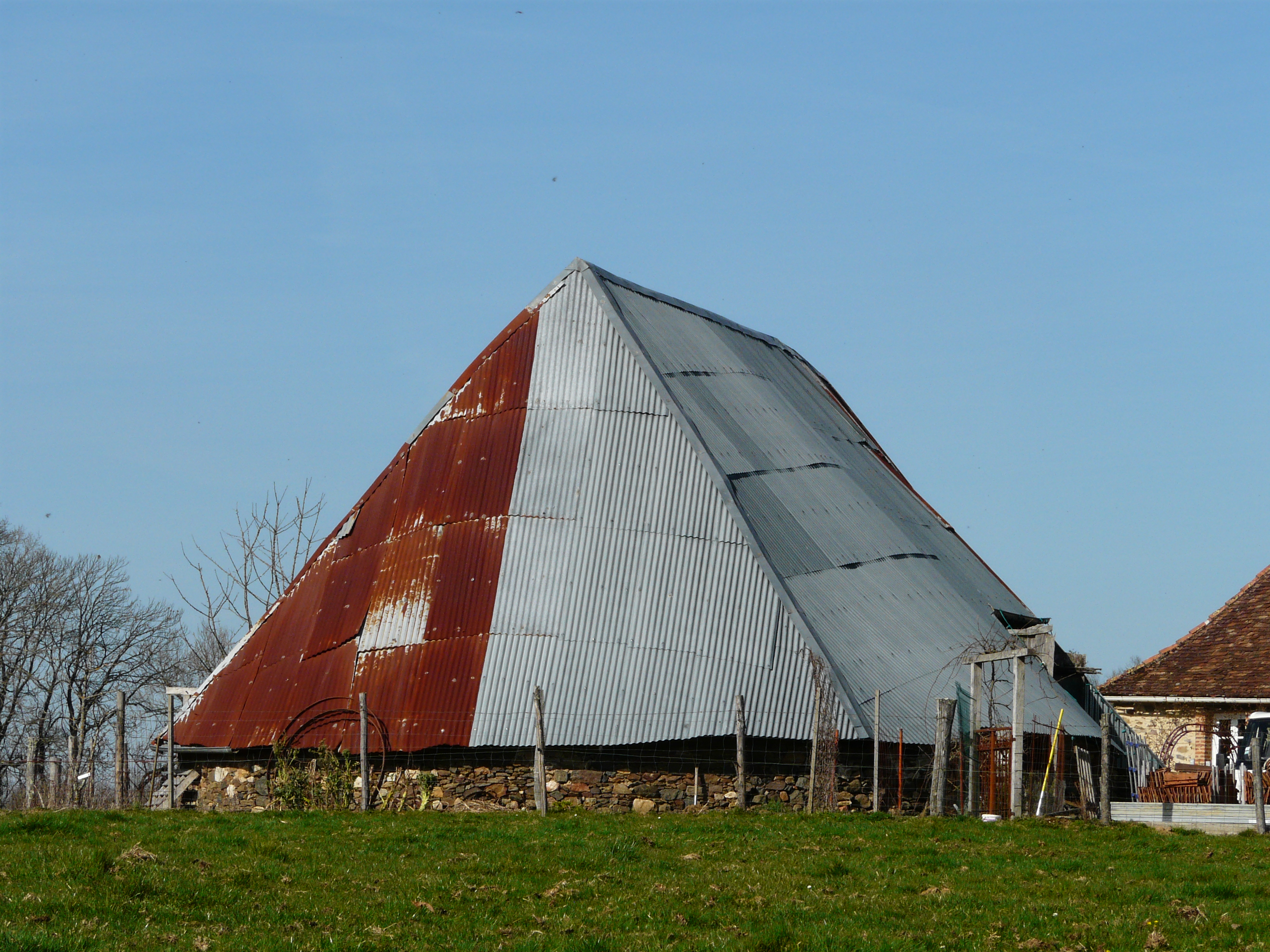
Овальный амбар Пера
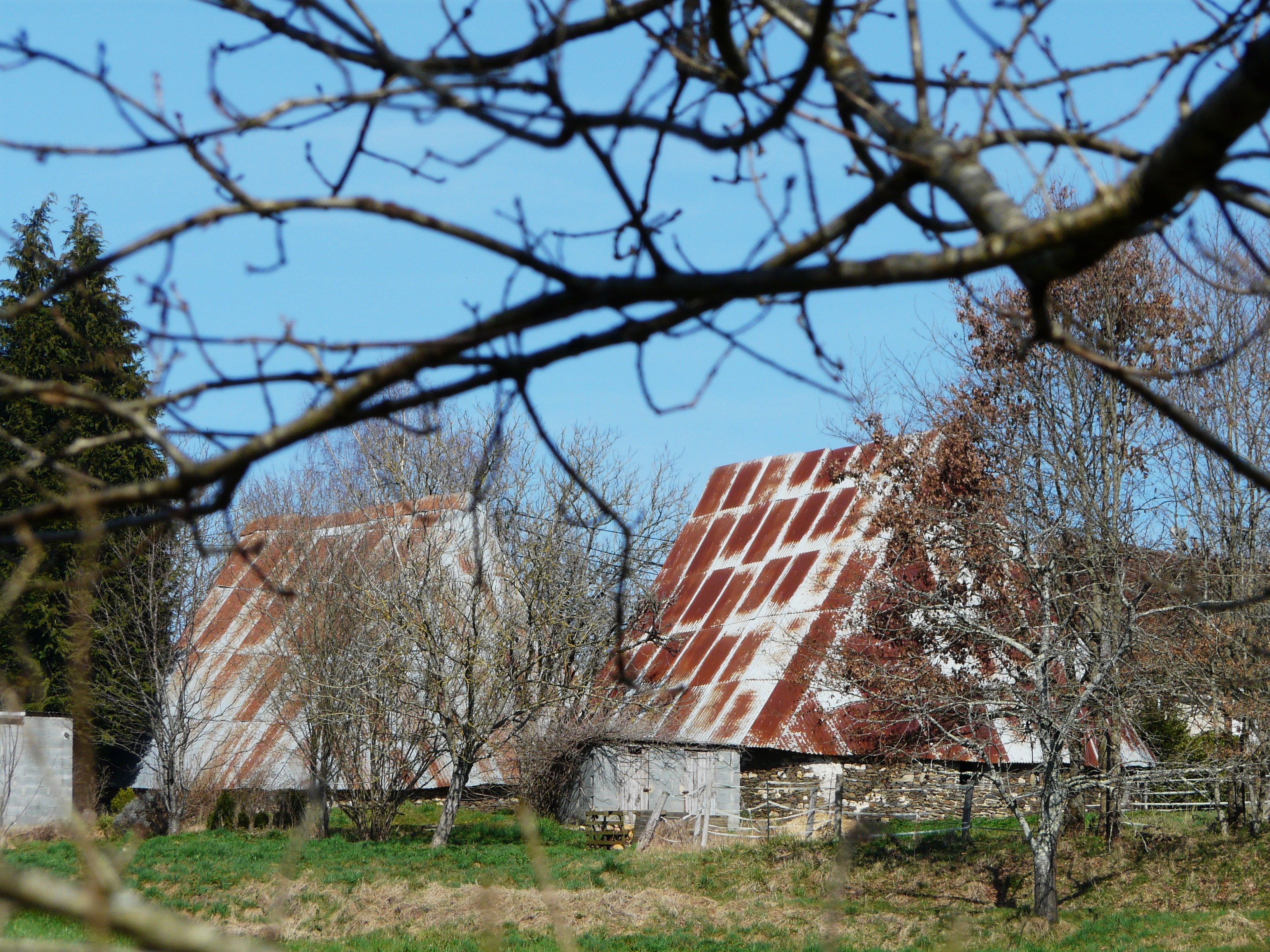
Овальные амбары-близнецы Во
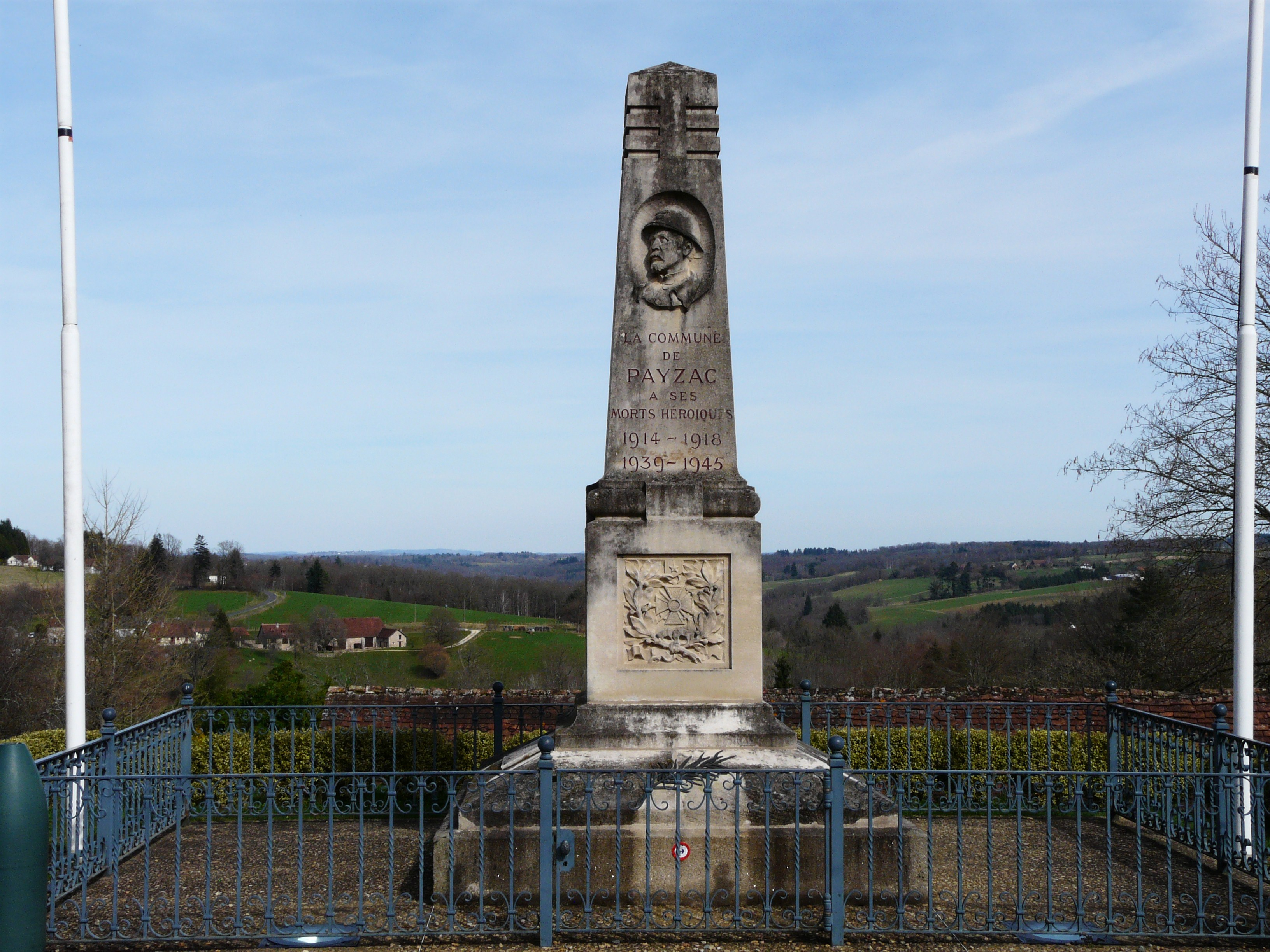
Военный мемориал
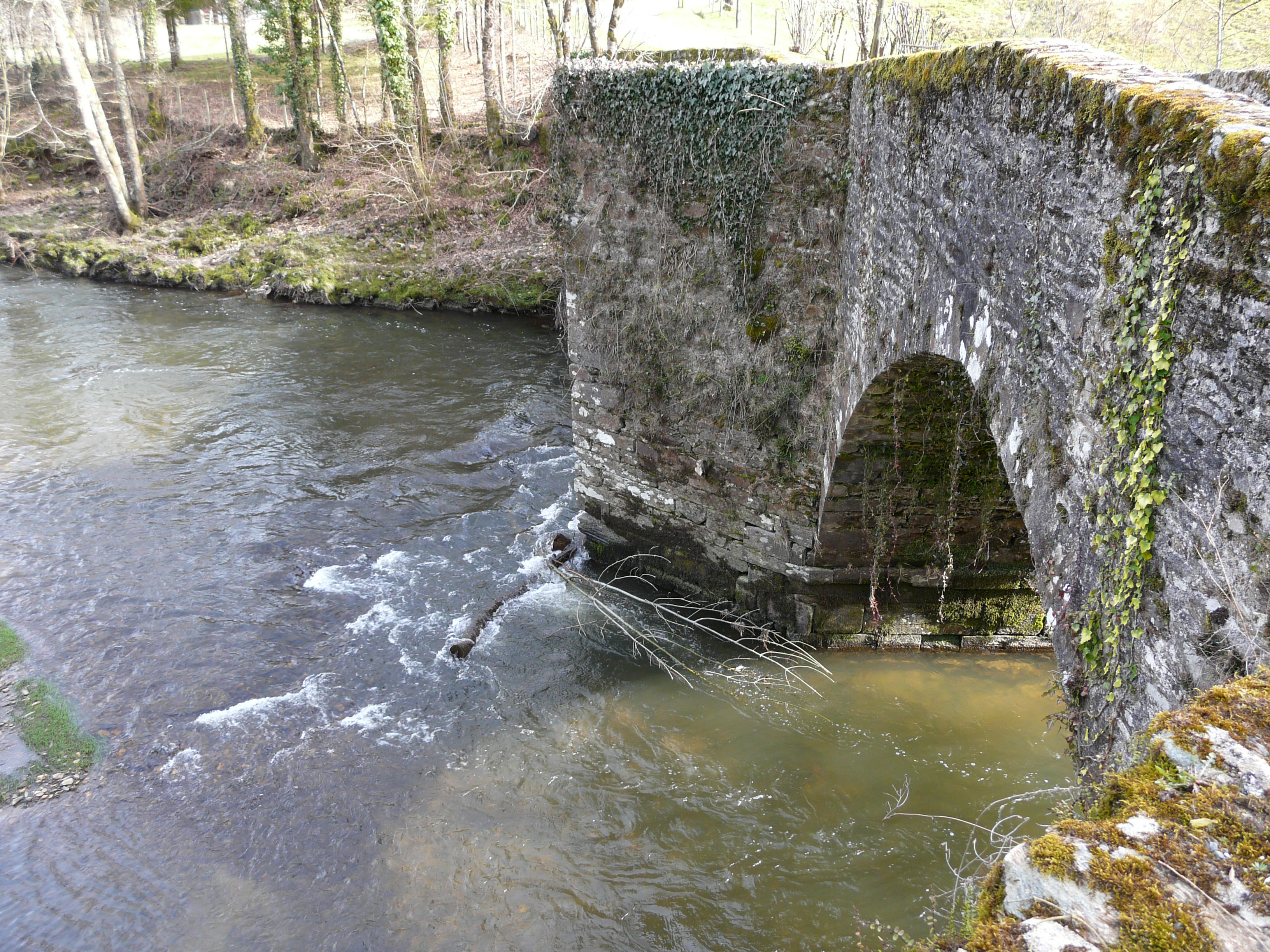
Мост Лавера
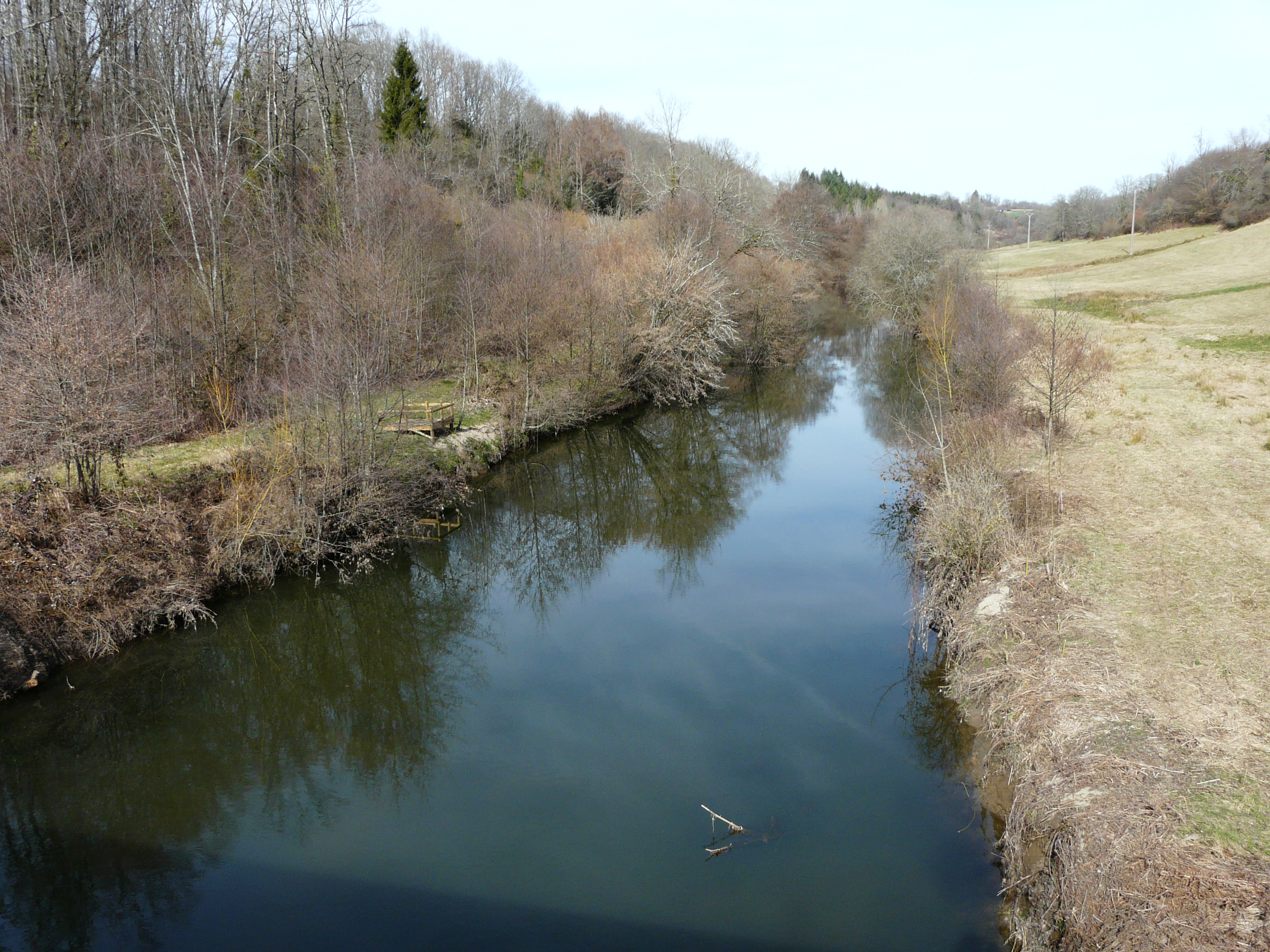
Река Овезер